# Cyathea similis
Cyathea similis là một loài thực vật có mạch trong họ Cyatheaceae. Loài này được C. Chr. mô tả khoa học đầu tiên năm 1905.